# Krośnieński Klub Koszykówki
O Krośnieński Klub Koszykówki (em polonês/polaco:  Clube de Basquetebol Krosniense), conhecido também por Miasto Szkła Krosno por motivos de patrocinadores, é um clube profissional de Basquetebol localizado em Krosno, Polónia que atualmente disputa a Liga Polonesa (PLK). Manda seus jogos na MOSiR Arena com capacidade para 1.6900 pessoas. 

## Histórico de temporadas
| Temporada | Nível | Liga    | Pos.                             | V/D                              | PL                               | Resultado                        | Copa da Polônia | Copa da Polônia | Competições europeias | Competições europeias |
| --------- | ----- | ------- | -------------------------------- | -------------------------------- | -------------------------------- | -------------------------------- | --------------- | --------------- | --------------------- | --------------------- |
| 2010-11   | 3     | II Liga | 1                                | 29-1                             |                                  | Promovido                        |                 |                 |                       |                       |
| 2011-12   | 2     | I Liga  | 13                               | 9-16                             |                                  |                                  |                 |                 |                       |                       |
| 2012-13   | 2     | I Liga  | 6                                | 16-14                            | 7-4                              | Finalista                        |                 |                 |                       |                       |
| 2013-14   | 2     | I Liga  | 2                                | 20-6                             | 4-4                              | Semifinais                       |                 |                 |                       |                       |
| 2014-15   | 2     | I Liga  | 3                                | 20-6                             | 5-3                              | Semifinais                       |                 |                 |                       |                       |
| 2015-16   | 2     | I Liga  | 1                                | 29-1                             | 9-2                              | Promovidocampeão                 |                 |                 |                       |                       |
| 2016–17   | 1     | PLK     | 12                               | 15-17                            |                                  |                                  |                 |                 |                       |                       |
| 2017–18   | 1     | PLK     | 15                               | 8-24                             |                                  |                                  |                 |                 |                       |                       |
| 2018-19   | 1     | PLK     | 16º                              | 6-24                             | -                                | Rebaixado                        |                 |                 |                       |                       |
| 2019-20   | 2     | I Liga  | Cancelado - Pandemia de COVID-19 | Cancelado - Pandemia de COVID-19 | Cancelado - Pandemia de COVID-19 | Cancelado - Pandemia de COVID-19 |                 |                 |                       |                       |
| 2020-21   | 2     | I Liga  | 6º                               | 16-14                            | 0-3                              | Quartas de finais                |                 |                 |                       |                       |
| 2021-22   | 2     | I Liga  | 11º                              | 14-18                            | -                                |                                  |                 |                 |                       |                       |
| 2022-23   | 2     | I Liga  | 11º                              | 16-18                            | -                                |                                  |                 |                 |                       |                       |
| 2023-24   | 2     | I Liga  | 1º                               | 26-8                             | 1-3                              | Quartas de finais                |                 |                 |                       |                       |
| 2024-25   | 2     | I Liga  | 1º                               | 26-8                             | 9-2                              | Promovidocampeão                 |                 |                 |                       |                       |
| 2025-26   | 1     | PLK     |                                  |                                  |                                  |                                  |                 |                 |                       |                       |

fonte:eurobasket.com

## Títulos
Segunda divisão
Campeão (2):2015-16, 2024-25
Terceira divisão
- Campeão Grupo C (1):2010-11

## Artigos relacionados
- Liga Polonesa de Basquetebol
- Seleção Polonesa de Basquetebol